# Famille Deligiannis
La famille Deligiannis ou Delyannis (en grec moderne : Ντεληγιάννης puis Δηλιγιάννης ou Δεληγιάννης) est une famille grecque de primats (grands propriétaires responsables des communautés chrétiennes sous l'autorité des Ottomans, en gréco-turc Kotsabassides), originaire du village de Langadia en Arcadie. 
Le nom originel de la famille serait Litinos, les noms Papayannopoulos (« fils du pope Jean ») et Deliyannis étant des surnoms adoptés comme nom de famille au XVIIIe siècle.

## Histoire
Les Deliyannis ont joué un rôle au cours de la guerre d'indépendance de 1821, en finançant des troupes personnelles et en participant à l'activité politique. Plusieurs capitaines d'armatoles avaient été à leur service avant la guerre, dont Theodoros Kolokotronis et la famille Plapoutas. Kanellos Deliyannis participa ainsi à plusieurs grandes batailles en qualité de général. 
La famille participa à la deuxième guerre civile contre le gouvernement en 1824, et ses membres furent emprisonnés avec les autres rebelles après leur défaite, mais libérés en 1825.

## Personnalités principales
La famille Deligiannis a donné plusieurs hommes politiques à la Grèce :
- Ioannis Papayannopoulos (el), dit Deliyannis (1738-1816), primat péloponnésien, exécuté par les Turcs en 1816
  - Anagnóstis Deligiánnis (1771-1857), homme politique
    - Haralambos Deligiannis (el) (1798-1864), fils du précédent
    - Petros Deligiannis (el) (né en 1814), Ministre grec des Affaires étrangères sous Othon Ier, frère du précédent
      - Nikolaos Deligiannis (1844-1910), Premier ministre grec en 1895. Fils du précédent ;

  - Anastos Deligiannis (1775-1823)
    - Vasilis A. Deligiannis

  - Théodorakis Deligiannis (el) (1774-1821)
  - Kanellos Deligiannis (en) (1780-1862), organisateur et général de la guerre d'indépendance grecque, président du Parlement grec en 1844-1845
  - Théodorakis Deligiannis (el) (1774-1821)
  - Dimitrakis Deligiannis (el) (1783-1848)
  - Constantakis Deligiannis (el) (1786-1853)
  - Panagos Deligiannis (el) (1788-1839)
    - Theódoros Deligiánnis (1820-1905), cinq fois premier ministre grec entre 1885 et 1905, fils du précédent
    - Nikolaos P. Deligiannis (el) (1831-1890), magistrat, président de l'Aréopage (Cour de cassation), frère du précédent
      - Epaminondas Deligiannis (1873-1964), juriste, ministre de la Marine (1905) et de la Justice (1909)

    - Constantin Deligiannis (el) (1833-1898), professeur de médecine à l'université d'Athènes

  - Éléni, mariée à Andréas Zaïmis, un autre primat
    - Thrasyvoulos Zaïmis (1822-1880), premier ministre en 1869 et 1871
      - Alexandros Zaïmis (1855-1936), cinq fois premier ministre puis Président de la Deuxième République hellénique de 1929 à 1935

  - Nikolákis Deligiánnis (el) (1795-1877)
    - Ioannis Deligiannis, président du Parlement grec en 1873-1874